# Cappella delle Suore Riparatrici del Sacro Cuore
Cappella delle Suore Riparatrici del Sacro Cuore är ett kapell i Rom, helgat åt Jesu heliga hjärta. Kapellet är beläget vid Via Teodolfo Mertel i förorten Aurelio och tillhör församlingen San Filippo Neri alla Pineta Sacchetti.
Kapellet och den intilliggande generalkurian förestås av Suore Riparatrici del Sacro Cuore, en kongregation, grundad av Isabella de Rosis (1842–1911) år 1875.

## Historia
Kapellet uppfördes år 1960. Fasaden har en portik i grå betong samt ett högt målat fönster. Därutöver har fasaden två lågreliefer med jungfrur i procession. I koret finns en skulptur föreställande Kristus som visar sitt heliga hjärta.

## Kommunikationer
- Tunnelbanestation Battistini – Roms tunnelbana, linje
- Tunnelbanestation Cornelia – Roms tunnelbana, linje
- Busshållplats Gregorio XI/Boccea – Roms bussnät, linje 546